# KNVB-Pokal 1942/43
Der KNVB-Pokal 1942/43 war die 35. Auflage des niederländischen Fußball-Pokalwettbewerbs. Pokalsieger wurde Ajax Amsterdam. Das Team setzte sich im Finale gegen Dordrechtsche FC durch.

## Modus
Alle Begegnungen wurden in einem Spiel ausgetragen. Bei unentschiedenem Ausgang kam die auswärts spielende Mannschaft eine Runde weiter. Der Wettbewerb wurde innerhalb von sechs Wochen abgehalten.

## 1. Runde
| Datum      |                      | Ergebnis |                      |
| ---------- | -------------------- | -------- | -------------------- |
| 16.05.1943 | VV 's-Gravendeel     | 1:2      | SC Emma Dordrecht    |
| 16.05.1943 | HVV ’t Gooi          | 4:1      | USV Holland          |
| 16.05.1943 | AGOVV Apeldoorn      | 3:1      | Be Quick Zutphen     |
| 16.05.1943 | Ajax Amsterdam       | 5:0      | DWV Amsterdam        |
| 16.05.1943 | BSV Allen Weerbaar   | 3:2      | AFC Amsterdam        |
| 16.05.1943 | Arnhemse Boys        | 1:1      | WAVV                 |
| 16.05.1943 | SV Baarn             | 3:2      | VV De Zebra's        |
| 16.05.1943 | Blauw Wit Amsterdam  | 2:3      | ZVV Zaandijk         |
| 16.05.1943 | SV De Meteoor        | 2:2      | OVVO Amsterdam       |
| 16.05.1943 | Dordrechtsche FC     | 5:4      | RBC Roosendaal       |
| 16.05.1943 | DWS Amsterdam        | 6:0      | SDW Amsterdam        |
| 16.05.1943 | EBOH Dordrecht       | 3:0      | Leonidas Rotterdam   |
| 16.05.1943 | VV Eindhoven         | 5:0      | Geel Bruin Helmond   |
| 16.05.1943 | Fortuna Vlaardingen  | 2:2      | RFC Xerxes           |
| 16.05.1943 | SV Gouda             | 2:5      | RFC Rotterdam        |
| 16.05.1943 | GVAV Rapiditas       | 4:0      | VV Sneek             |
| 16.05.1943 | HBS Craeyenhout      | 4:3      | SVV Schiedam         |
| 16.05.1943 | VV Heerde            | 5:0      | Apeldoornsche Boys   |
| 16.05.1943 | HVV Helmond          | 0:1      | VV De Valk           |
| 16.05.1943 | HVV Hengelo          | 8:0      | RKSV GOLTO           |
| 16.05.1943 | Heracles Almelo      | 8:0      | VV Haaksbergen       |
| 16.05.1943 | HMS Utrecht          | 3:5      | CDN Driebergen       |
| 16.05.1943 | HSC Harlingen        | 5:2      | SV Woltersum         |
| 16.05.1943 | VV Internos          | 1:3      | MOC '39 Bergen       |
| 16.05.1943 | JHK Amsterdam        | 1:7      | ASVK Amsterdam       |
| 16.05.1943 | HVV Laakkwartier     | 4:1      | Saturnus Rotterdam   |
| 16.05.1943 | LFC Leiden           | 0:6      | RV & AV Neptunus     |
| 16.05.1943 | SV Limburgia         | 2:0      | RKVV Waubachse Boys  |
| 16.05.1943 | LSC 1890             | 6:3      | VV Drachten          |
| 16.05.1943 | LSVV                 | 1:2      | Hollandia Hoorn      |
| 16.05.1943 | MVV Maastricht       | 4:1      | Sittardse Boys       |
| 16.05.1943 | NAC Breda            | 0:0      | KVW Roosendaal       |
| 16.05.1943 | RKSV NEO             | 5:0      | Lossersche Boys      |
| 16.05.1943 | Oost Arnhemse Boys   | 3:2      | NEC Nijmegen         |
| 16.05.1943 | Quick 1888           | 8:1      | BVC '12              |
| 16.05.1943 | RAC Rijen            | 1:0      | RKTVV Tilburg        |
| 16.05.1943 | RC Heemstede         | 3:0      | VV Hillegersberg '32 |
| 16.05.1943 | RKSV Schijndel       | 5:1      | ZBVV Zaltbommel      |
| 16.05.1943 | SV Slikkerveer       | 1:2      | SV De Musschen       |
| 16.05.1943 | TOG Amsterdam        | 1:1      | Kooger FC            |
| 16.05.1943 | VSV Tonegido         | 3:6      | DSV Concordia Delft  |
| 16.05.1943 | TOP Oss              | 1:3      | ODI Rotterdam        |
| 16.05.1943 | VVA Amsterdam        | 6:0      | Swift Amsterdam      |
| 16.05.1943 | VVV-Venlo            | 5:0      | RKVV Sevenum         |
| 16.05.1943 | WVV Wageningen       | 3:1      | SML/Spatram Arnheim  |
| 16.05.1943 | SV Wassenaar         | 1:1      | VCS Den Haag         |
| 16.05.1943 | VV Weert ’08         | 5:3      | RKVV DSS Haarlem     |
| 16.05.1943 | AVV Zeeburgia        | 1:4      | AVV De Volewijckers  |
| 16.05.1943 | Zaanlandsche FC      | 2:1      | ZSGO Amsterdam       |
| 16.05.1943 | SV Zwolsche Boys     | 3:3      | SV Almelo            |
| 20.05.1943 | TSV LONGA            | 9:2      | TSC Oosterhout       |
| 23.05.1943 | AVV Alphen           | 2:4      | GSV Gouda            |
| 23.05.1943 | SV Beverwijk         | 2:5      | SV Terrasvogels      |
| 23.05.1943 | DHC Delft            | 0:1      | Excelsior Rotterdam  |
| 23.05.1943 | DOS Utrecht          | 9:2      | SV Zeist             |
| 23.05.1943 | Enschedese Boys      | 1:1      | VV Roombeek          |
| 23.05.1943 | Go Ahead Deventer    | 3:2      | Koninklijke UD 1875  |
| 23.05.1943 | VV Hoek van Holland  | 1:2      | Vlaardingsche FC     |
| 23.05.1943 | SDOUC Delft          | 1:1      | WVC Winterswijk      |
| 23.05.1943 | VV Veendam           | 2:0      | VV Zwartemeer        |
| 23.05.1943 | VVG Gaanderen        | 3:0      | FALTO Dieren         |
| 23.05.1943 | VV Wieringerwaard    | 0:2      | QSC Wormerveer       |
| 23.05.1943 | ZVV Zandvoortmeeuwen | 1:5      | ADO '20 Heemskerk    |

## 2. Runde
| Datum      |                     | Ergebnis |                     |
| ---------- | ------------------- | -------- | ------------------- |
| 23.05.1943 | HVV 't Gooi         | 5:1      | SV Baarn            |
| 23.05.1943 | AGOVV Apeldoorn     | 6:1      | VV Heerde           |
| 23.05.1943 | Ajax Amsterdam      | 13:10    | VVA Amsterdam       |
| 23.05.1943 | BSV Allen Weerbaar  | 1:2      | Kooger FC           |
| 23.05.1943 | ASVK Amsterdam      | 2:3      | DWS Amsterdam       |
| 23.05.1943 | DSV Concordia Delft | 1:4      | RV & AV Neptunus    |
| 23.05.1943 | AVV De Volewijckers | 6:0      | OVVO Amsterdam      |
| 23.05.1943 | Dordrechtsche FC    | 5:1      | EBOH Dordrecht      |
| 23.05.1943 | VV Eindhoven        | 6:2      | VV De Valk          |
| 23.05.1943 | SC Emma Dordrecht   | 5:2      | SV De Musschen      |
| 23.05.1943 | Heracles Almelo     | 6:1      | HVV Hengelo         |
| 23.05.1943 | KVW Roosendaal      | 3:3      | MOC '39 Bergen      |
| 23.05.1943 | TSV LONGA           | 2:0      | RAC Rijen           |
| 23.05.1943 | LSC 1890            | 2:1      | GVAV Rapiditas      |
| 23.05.1943 | MVV Maastricht      | 3:1      | SV Limburgia        |
| 23.05.1943 | ODI Rotterdam       | 3:1      | RKSV Schijndel      |
| 23.05.1943 | Quick 1888          | 8:1      | Oost Arnhemse Boys  |
| 23.05.1943 | VV Roombeek         | 3:3      | RKSV NEO            |
| 23.05.1943 | SV Terrasvogels     | 1:2      | ADO '20 Heemskerk   |
| 23.05.1943 | VCS Den Haag        | 1:5      | HBS Craeyenhout     |
| 23.05.1943 | VV Veendam          | 1:3      | HSC Harlingen       |
| 23.05.1943 | Vlaardingsche FC    | 0:4      | RFC Xerxes          |
| 23.05.1943 | WVV Wageningen      | 1:0      | WAVV                |
| 23.05.1943 | VV Weert '08        | 0:2      | VVV-Venlo           |
| 23.05.1943 | WVC Winterswijk     | 4:1      | VVG Gaanderen       |
| 23.05.1943 | ZVV Zaandijk        | 2:1      | Zaanlandsche FC     |
| 30.05.1943 | DOS Utrecht         | 3:1      | CDN Driebergen      |
| 30.05.1943 | Go Ahead Deventer   | 8:1      | SV Almelo           |
| 30.05.1943 | GSV Gouda           | 3:0      | RFC Rotterdam       |
| 30.05.1943 | Hollandia Hoorn     | 1:0      | QSC Wormerveer      |
| 30.05.1943 | HVV Laakkwartier    | 02:10    | Excelsior Rotterdam |
|            | RC Heemstede        | Freilos  |                     |

## 3. Runde
| Datum      |                     | Ergebnis |                     |
| ---------- | ------------------- | -------- | ------------------- |
| 03.06.1943 | HVV 't Gooi         | 4:1      | AVV De Volewijckers |
| 03.06.1943 | AGOVV Apeldoorn     | 1:1      | Go Ahead Deventer   |
| 03.06.1943 | Ajax Amsterdam      | 5:1      | ADO '20 Heemskerk   |
| 03.06.1943 | DOS Utrecht         | 13:0     | GSV Gouda           |
| 03.06.1943 | DWS Amsterdam       | 6:4      | RFC Xerxes          |
| 03.06.1943 | SC Emma Dordrecht   | 1:1      | RV & AV Neptunus    |
| 03.06.1943 | Excelsior Rotterdam | 4:2      | RC Heemstede        |
| 03.06.1943 | HBS Craeyenhout     | 2:1      | Kooger FC           |
| 03.06.1943 | Hollandia Hoorn     | 1:0      | ZVV Zaandijk        |
| 03.06.1943 | HSC Harlingen       | 3:0      | LSC 1890            |
| 03.06.1943 | MOC '39 Bergen      | 3:4      | Dordrechtsche FC    |
| 03.06.1943 | RKSV NEO            | 4:1      | Heracles Almelo     |
| 03.06.1943 | ODI Rotterdam       | 00:10    | TSV LONGA           |
| 03.06.1943 | Quick 1888          | 2:4      | VV Eindhoven        |
| 03.06.1943 | VVV-Venlo           | 0:2      | MVV Maastricht      |
| 03.06.1943 | WVC Winterswijk     | 2:3      | WVV Wageningen      |

## 4. Runde
| Datum      |                  | Ergebnis |                     |
| ---------- | ---------------- | -------- | ------------------- |
| 06.06.1943 | DOS Utrecht      | 4:1      | DWS Amsterdam       |
| 06.06.1943 | VV Eindhoven     | 2:3      | MVV Maastricht      |
| 06.06.1943 | HBS Craeyenhout  | 2:0      | HVV 't Gooi         |
| 06.06.1943 | Hollandia Hoorn  | 01:10    | Ajax Amsterdam      |
| 06.06.1943 | HSC Harlingen    | 8:0      | RKSV NEO            |
| 06.06.1943 | TSV LONGA        | 1:5      | Dordrechtsche FC    |
| 06.06.1943 | RV & AV Neptunus | 0:1      | Excelsior Rotterdam |
| 06.06.1943 | WVV Wageningen   | 2:0      | Go Ahead Deventer   |

## Viertelfinale
| Datum      |                  | Ergebnis |                     |
| ---------- | ---------------- | -------- | ------------------- |
| 12.06.1943 | Dordrechtsche FC | 4:1      | Excelsior Rotterdam |
| 14.06.1943 | Ajax Amsterdam   | 2:0      | HSC Harlingen       |
| 14.06.1943 | MVV Maastricht   | 3:2      | DOS Utrecht         |
| 14.06.1943 | WVV Wageningen   | 4:2      | HBS Craeyenhout     |

## Halbfinale
| Datum      |                  | Ergebnis |                |
| ---------- | ---------------- | -------- | -------------- |
| 20.06.1943 | Ajax Amsterdam   | 8:0      | WVV Wageningen |
| 20.06.1943 | Dordrechtsche FC | 3:1      | MVV Maastricht |

## Finale
| Ajax Amsterdam                              | Ajax Amsterdam | Dordrechtsche FC | Dordrechtsche FC |
| ------------------------------------------- | --- | --- | ---------------- |
| Ajax Amsterdam                              | \| 27. Juni 1943 in Amsterdam (Olympiastadion) \| \| Ergebnis: 3:2 (2:1) \| \| Zuschauer: 35.000 \| \| Schiedsrichter: Joop van Moorsel \| \| Spielbericht \|           | \| 27. Juni 1943 in Amsterdam (Olympiastadion) \| \| Ergebnis: 3:2 (2:1) \| \| Zuschauer: 35.000 \| \| Schiedsrichter: Joop van Moorsel \| \| Spielbericht \| | Dordrechtsche FC |
| Ajax Amsterdam                              | Gerrit Keizer – Jan Potharst, Ko Loois – Steef Klein, Jany van der Veen, Joop Stoffelen – Gerrit Fischer, Joop Korndörffer, Theo Brokmann jr., Gé van Dijk, Guus Dräger | Liefaart – Litz, Schleicher – B. Groen, Bergeik of Zwaan, W. Los – Van Twist, Van Velzen, Punt, In ’t Veld, Kees Mijnders                                     | Dordrechtsche FC |
| Ajax Amsterdam                              | 1:0 Joop Stoffelen (3.) 2:0 Gerrit Fischer (24.) 3:1 Gé van Dijk (62.)                                                                                                  | 2:1 Kees Mijnders (41.) 3:2 Cees in ’t Veld | Dordrechtsche FC |
| 27. Juni 1943 in Amsterdam (Olympiastadion) | | |                  |
| Ergebnis: 3:2 (2:1)                         | | |                  |
| Zuschauer: 35.000                           | | |                  |
| Schiedsrichter: Joop van Moorsel            | | |                  |
| Spielbericht                                | | |                  |